# Битка за Осијек
Битка за Осијек је била артиљеријско бомбардовање хрватског града Осијека од стране Југословенске народне армије (ЈНА) које се одвијало од августа 1991. до јуна 1992. године током рата у Хрватској. Гранатирање је достигло врхунац крајем новембра и децембра 1991. године, а затим је смањено 1992. године након што су борци прихватили Венсов план. Ваздушни удари и напади пешадије и оклопних јединица ЈНА на циљеве у граду пратили су бомбардовање, што је проузроковало приближно 800 смртних случајева и довело до одласка великог дела становништва града. Хрватски извори процењују да је на Осијек током тог периода испаљено 6.000 артиљеријских граната.
Након што је ЈНА заузела Вуковар 18. новембра 1991. године, Осијек је био следећа мета њене кампање у Хрватској. Јединице ЈНА потчињене 12. (Новосадском) корпусу, уз подршку Српске добровољачке гарде, постигле су скроман напредак крајем новембра и почетком децембра, заузевши неколико села јужно од Осијека, али је Хрватска војска одржала свој одбрамбени фронт и ограничила напредовање ЈНА.
Након битке за Осијек, хрватске власти су оптужиле тринаест официра ЈНА за ратне злочине против цивила, али до данас није било хапшења. Хрватске власти су такође оптужиле ратног команданта одбране Осијека, Бранимира Главаша, и још петорицу за ратне злочине почињене у граду 1991. године. Петорица су осуђена и добила казне затвора у распону од осам до десет година, а од марта 2015. године судски поступак против Главаша је у току.

## Позадина
Године 1990, након изборног пораза владе Социјалистичке Републике Хрватске, етничке тензије су се погоршале. Југословенска народна армија (ЈНА) је конфисковала оружје хрватске Територијалне одбране (ТО) како би свела на минимум потенцијални отпор. Дана 17. августа 1990. године, ескалација тензија претворила се у отворену побуну хрватских Срба. Побуна се догодила у претежно српским подручјима далматинског залеђа око Книна  и у деловима Лике, Кордуна, Бановине и источне Хрватске. У јануару 1991. године, Србија је, уз подршку Црне Горе и српских покрајина Војводине и Косова, два пута неуспешно покушала да добије одобрење од југословенског Председништва за распоређивање ЈНА ради разоружавања хрватских снага безбедности.

## Битка
ЈНА је први пут директно интервенисала против Хрватске 3. јула 1991. године, протеравши хрватске снаге из Барање, северно од града Осијека, и из Ердута, Аљмаша и Даља источно од Осијека. Напредовање је пратило повремене борбе око Осијека, Вуковара и Винковаца. На неколико тачака, положаји ЈНА су се приближили на неколико стотина метара од граница града Осијека.
Јединице ЈНА у близини Осијека биле су потчињене 12. (Новосадском) корпусу, којим је командовао генерал-мајор Андрија Биорчевић. У самом граду, ЈНА је имала неколико касарни у којима су биле смештене 12. пролетерска механизована бригада и 12. мешовити артиљеријски пук. 12. пролетерска механизована бригада садржала је један од ретких батаљона које је ЈНА држала у пуној борбеној готовости. Осијек је постављен као њихова полазна тачка у планираној офанзиви на запад према Нашицама и Бјеловару.
Хрватске снаге у том подручју биле су формално потчињене Команди оперативне зоне у Осијеку, на челу са пуковником Карлом Гориншеком. У пракси, одбраном града је надгледао Бранимир Главаш, тадашњи начелник Канцеларије за националну одбрану у Осијеку, према информацијама представљеним на суђењу Главашу 2000-их. Главаш је формално постао командант градске одбране 7. децембра 1991. године.

### Бомбардовање града
ЈНА је први пут напала Осијек минобацачком ватром 31. јула 1991. године, а центар града је жестоко бомбардовала 19. августа 1991. године. Напади су изведени са положаја северно, источно и јужно од Осијека, а подржавали су их гарнизони ЈНА стационирани у самом Осијеку. Од 7. до 9. септембра, у Тењи, на three kilometres (1,9 miles) од града, вођена је битка без коначног резултата. Гарнизони ЈНА су били под опсадом хрватских снага средином септембра. Након што је касарна у центру града заузета 15. септембра 1991. године, преостали гарнизон ЈНА покушао је да се пробије кроз хрватске трупе које су опседале касарну и, након тешких борби, стигао је до положаја ЈНА јужно од Осијека 17. септембра 1991. године. Интензитет гранатирања се након тога повећавао, достигавши врхунац током новембра и децембра. Након што је у јануару 1992. године договорен прекид ватре, након прихватања Венсовог плана, артиљеријски напади су ослабили и постали повремени, и престали су до јуна.
Током свог врхунца, интензитет бомбардовања је, према извештајима, достигао и једну гранату у минути, а артиљеријски напади су били појачани ударима Југословенског ратно-космичких снага на град.  Према хрватским изворима, у том периоду је на Осијек испаљено укупно 6.000 артиљеријских граната. Пре почетка бомбардовања, цивилно становништво Осијека бројало је 104.761 становника града и 129.792 становника општине. Ови бројеви су значајно смањени како су цивили бежали од борби. Процењује се да је до краја новембра у граду остало само око трећине становништва, а неки извори процењују још ниже, сугеришући да је становништво града смањено на само 10.000 цивила током најинтензивнијих периода бомбардовања. Они који су остали у Осијеку током борби углавном су спавали у склоништима од бомби.

### Копнена офанзива
Након што је ЈНА заузела Вуковар 18. новембра, 12. (новосадски) корпус ЈНА, уз подршку паравојних јединица Српска добровољачка гарда, обучених од стране Министарства унутрашњих послова Републике Србије, почео је да напредује ка западу између Винковаца и Осијека 20. новембра. Град Осијек је изгледа био следећа мета ЈНА, што је касније потврдио генерал Живота Панић, командант 1. војне области ЈНА.
Дана 21. новембра 1991. године, ЈНА је заузела села Стари Селеш, Нови Селеш и Ернестиново, која се налазе отприлике 10 километара јужно од Осијека. Ласлово, 5 километара јужно од Ернестинова, заузето је три дана касније. Тај развој догађаја претио је Ђакову и указивао на потенцијално опкољавање Осијека. Дана 4. децембра 1991. године, специјални изасланик генералног секретара Уједињених нација Сајрус Венс посетио је Осијек како би прегледао штету.
Почетком децембра, ЈНА је остварила скроман напредак, заузевши Антуновац који се налазио 6 километара јужно од Осијека 5. децембра 1991. Истог дана, оклопне снаге ЈНА су безуспешно напале положаје које је држала хрватска 106. бригада у шуми Росињача код Неметина, отприлике 2 колометра источно од Осијека. 6. децембра, ЈНА је потиснула хрватске трупе из Тење, након чега је уследио тежак напад на Осијек који је (Хрватска војска – ХВ) одбила 7. децембра. 11. децембра, припадници ХВ су ушли у село Паулин Двор, на првој линији фронта, мање од 3 километра западно од Ернестинова, и по кратком поступку погубили 19 цивила (18 Срба и једног Мађара). ЈНА је заузела Паулин Двор пет дана касније, 16. децембра, и поново напала Осијек. ХВ је успела да обузда напад, иако су се борбе наставиле јужно од Осијека до јануара 1992.

### Операција Ђавољи зрак
Напредовање ЈНА северно од Осијека угрозило је контролу ХВ над уским мостобраном који је држала преко реке Драве, уз северну ивицу града. До средине децембра мостобран је сведен на појас земље преко пута Осијека, обухватајући приградска насеља Подравље и Тврђавица. Да би уклонила претњу, ХВ је покренула офанзиву под шифрованим називом Операција Ђавоља греда 17–18. децембра. Офанзива, у којој су учествовали 1. батаљон 135. бригаде, елементи специјалних снага Франкопанског батаљона и јединице специјалне полиције Орао са седиштем у Осијеку, Дравска флотила, артиљерија 106. бригаде, и особље 4. полицијске станице Бели Манастир, успешно је потиснула ЈНА на север, преко мртваче Стара Драва која се налази отприлике four kilometres (2,5 miles) северно од Осијека. ЈНА се такође повукла из села Копачево према Дарди и Вардарцу, али ХВ није имала довољно ресурса да искористи развој догађаја. ХВ је изгубила осам погинулих у офанзиви, али је напредовање ЈНА према Осијеку са севера заустављено.

## Последице
До јуна 1992. године, око 800 људи је погинуло у бомбардовању. До краја рата у Хрватској 1995. године, укупно 1.724 људи из Осијека је погинуло, укључујући 1.327 војника и 397 цивила. Сам град је претрпео велику штету током рата, а највећи део директне штете настао је као последица бомбардовања 1991–92. године. Директна ратна штета коју је град претрпео процењена је на укупно 1,3 милијарди америчких долара. Штету је редовно бележило 400 добровољаца током бомбардовања.
Иако су медији извештавали о бомбардовању Осијека, новинари у самом граду сматрали су да је град добијао претерано низак ниво медијског извештавања у поређењу са ратним догађајима у другим деловима Хрватске. Нападе на Осијек поздравио је лист „Православље“ који издаје Српска православна црква, који је, изгледа, благословио напад као део „ светог рата “, стављајући га у контекст масакра и концентрационих логора у Другом светском рату у Независној Држави Хрватској.
ЈНА се повукла из Хрватске 1992. године, али је наставила да доприноси људством и опремом Војсци Републике Српске Крајине (ВСК) која је контролисала подручја која је раније држала ЈНА. Иако су мировне снаге Уједињених нација распоређене у то подручје на основу Венсовог плана и складиштиле већину тешког наоружања ВСК, Осијек је повремено бомбардован током рата - последњи артиљеријски напад догодио се у септембру 1995. године. Непријатељства су престала у новембру 1995. године Ердутским споразумом којим је обезбеђена обнова хрватске власти у региону.
У новембру 2010. године, тадашњи хрватски председник Иво Јосиповић званично се извинио за масакр у Паулин Двору, убрзо након што се његов српски колега Борис Тадић званично извинио за масакр у Вуковару.

### Суђења за ратне злочине
Хрватске власти су 2008. године формално оптужиле пуковника Бору Ивановића, команданта 12. пролетерске механизоване бригаде ЈНА, и дванаест других официра ЈНА за ратне злочине против цивилног становништва. Оптужбе укључују изазивање смрти 307 цивила у Осијеку и околним подручјима, рањавање још 171 цивила и уништење најмање 1.188 различитих објеката. Ажурирано: 2013. , сви оптужени официри су и даље на слободи у Србији.
Окружни суд у Осијеку је 2005. године осудио бившег хрватског војника Николу Иванковића због његовог учешћа у убиствима у Паулином двору на 15 година затвора. Енес Витесковић је 2012. године такође осуђен због учешћа у злочину и добио је казну од једанаест година затвора.
Након рата, петоро хрватских бораца оптужено је и осуђено по једанаест тачака за убиство, једно за покушај убиства и једно за мучење српских цивила пронађених у касарни ЈНА, која се предала 15. септембра 1991. године. Добили су затворске казне од пет до осам година. Главаш, коме је суђено заједно са њима за исте злочине, добио је казну од десет година. Пре него што је пресуда постала правоснажна 2009. године, и да би избегао екстрадицију, Главаш је побегао у Босну и Херцеговину, где је добио држављанство. Његова казна је смањена на осам година и постала је правоснажна 2010. године, када је ухапшен и затворен у Босни и Херцеговини. У јануару 2015. године, пресуду је поништио Уставни суд Хрватске, до новог суђења пред Врховним судом Хрватске.

## Додатно читање
- Blaskovich, Jerry (1997). Anatomy of Deceit: An American Physician's First-Hand Encounter With the Realities of the War in Croatia. Sonoma, California: Dunhill Publishing. ISBN 978-0-935016-24-6. – Chapter 6: The Devastation of Osijek and the Smoldering Ashes of Vukovar